# Shin Meiwa
Shin Meiwa is een historisch merk van motorfietsen.
Shin Meiwa Industry Co. Ltd., Agenaruo-Cho, Nishinimiya City, Hyogo Pref.
Japans merk dat rond 1953 op de markt verscheen met scooter-achtige voertuigen met plaatframes. De liggende eencilinder tweetaktmotoren hadden 89-, 123- of 153 cc. Tussen 1961 en 1965 verdween het merk.